# Benito Graffagnino
Benito Graffagnino (Bristol, 20 de febrero de 1993) es un empresario, activista y autor británico. Es un exconvicto por contrabando y tráfico de drogas, que actualmente es conocido por apoyar activamente los derechos de los presos. Graffagnino también ha colaborado en podcasts y debates sobre el tema de la rehabilitación penal. También ha publicado dos libros sin ánimo de lucro sobre la delincuencia, el castigo y la adicción a las drogas y el alcohol basados en sus experiencias personales.

## Primeros años
Graffagnino nació el 20 de febrero de 1993 en Bristol, Inglaterra. Graffagnino. Creció en el sistema de acogida, donde cambió más de 20 hogares de acogida debido a su comportamiento imprudente. Graffagnino acabó sucumbiendo al lado más oscuro de las calles y empezó a vender éxtasis y medicamentos con receta. Pronto acabó cumpliendo tres años de prisión por varios delitos de drogas.
Se le impusieron seis meses más por intento de agresión a un funcionario de la prisión de Portland, mientras cumplía condena en nada menos que siete cárceles. Pasó una parte importante de su sentencia de custodia en régimen de aislamiento. Durante este tiempo, Graffagnino fue aceptado en un programa de rehabilitación de delincuentes juveniles y completó 4 GCSEs y otros cursos.
Graffagnino ha sido arrestado dos veces en Perú por intento de homicidio, ambas con arma de fuego Y en ambas ocasiones nunca recibió una sentencia de prisión.
Graffagnino fue arrestado sin cargos por tráfico de drogas. También fue arrestado en Italia y acusado de producción de estupefacientes, lesiones a un policía y posesión de munición ilegal, delito por el cual recibió una pena de un año y un mes de prisión suspendida durante un año.

## Carrera
Durante su estancia en la cárcel, Graffagnino decidió trabajar como samaritano de la prisión, oyente y asesor de salud mental certificado. Graffagnino completó un año de recuperación de drogas y alcohol tras salir de la cárcel, además de ayudar a ex delincuentes a reintegrarse en la sociedad. También fue reconocido por los diputados locales por su trabajo con los sin techo y los ex drogadictos.
Solicitó con éxito el cierre del albergue Long Hills de Bristol. Graffagnino denunció el uso extensivo de drogas, el abuso de alcohol y que el personal no se ocupaba de estos problemas en este albergue. Tras su denuncia oficial, los inspectores visitaron el albergue y le dieron 60 días para realizar mejoras o enfrentarse al cierre.
Graffagnino se trasladó entonces a Perú, donde actualmente vive y dirige muchos negocios relacionados con el turismo. Dona una parte de los beneficios de cada negocio a las zonas desfavorecidas de Perú.
En septiembre de 2021, Graffagnino puso en marcha "Lucha por el pueblo", un proyecto para proporcionar alimentos, rehabilitación de drogas y servicios de apoyo a los barrios de clase baja de Perú, al observar una amplia brecha en la estructura socioeconómica del país. En 2022, Graffagnino planea abrir una "Casa de Comedor", un restaurante gratuito en las zonas más pobres de Perú con el dinero recaudado a través de su recaudación benéfica.

## Intento de homicidios
El 1 de noviembre de 2023, Graffagnino fue grabado por una cámara de seguridad del bar irlandés Molly's, en el distrito de Miraflores, disparando a su compañero de billar con una pistola de fogueo hasta siete veces. Acusó al socio de intentar estafarle.
El 13 de julio de 2024, Graffagnino fue arrestado nuevamente por intento de asesinato con arma de fuego, pero fue liberado sin cargos después de pagar una indemnización a la víctima.